# Nova América da Colina
Nova América da Colina là một đô thị thuộc bang Paraná, Brasil. Đô thị này có diện tích 129,476 km², dân số năm 2007 là 3358 người, mật độ 25,9 người/km².